# 国際海洋法

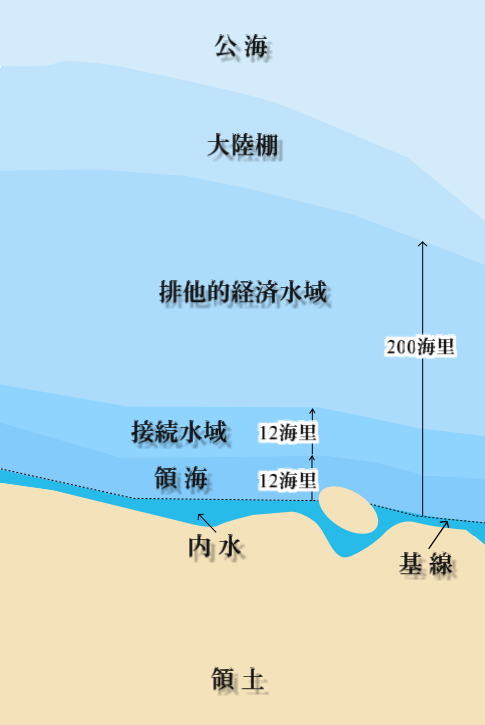

海洋法あるいは国際海洋法（英語: International Law of the Sea; Droit international de la mer）とは、領海の幅、大陸棚の資源利用、公海の利用に関するものなど海洋にかかわる国際法規の総称をいう。その歴史は古く、植民地主義時代の「閉鎖された海」（mare claustrum）からグローティウス（グロティウス; Hugo Grotius）の「海洋自由論」へと発展した背景がある。
1958年の一連の条約、いわゆる「ジュネーブ海洋法条約」を経て、第三次国連海洋法会議の成果である、1982年の「海洋法に関する国際連合条約」（英語: United Nations Convention on the Law of the Sea; UNCLOS、フランス語: Convention de Montego Bay; CMB）が、現在の主要な海洋法の条約となっている。同条約は、深海底の地位について、先進国と途上国との対立から発効が遅れていたが、1994年の「国連海洋法条約第11部実施協定」の成立によって、発効し動き出した。「国連海洋法条約」が、「海の憲法」として他の特別条約に対して優越性を有するか否かという問題は、近年、議論がさかんである（同条約282条を参照）。

## 制度
領海については、国連海洋法条約は、沿岸国は12海里を越えない範囲で画定できるとする（3条）。領海は、領土と同じ地位にあり、沿岸国の主権が排他的に及ぶ。ただし、他国の船籍の無害通航権は保障されている（17条）。沿岸国の「基線」については、1951年の「漁業事件」（イギリス対ノルウェー）で、直線基線の方式が慣習法となっているか争われたが、国連海洋法条約では、直線基線を基本として、改めて詳細な規定がおかれている（7条）。
大陸棚の制度は、1945年の米国による「トルーマン宣言」に由来する。米国は、大規模開発から沿岸漁業資源を守るという目的で、当時の国際法を越える形で、その沿岸に隣接する海洋に保護領域を設け、そこでは沿岸国の主権が及ぶと一方的に宣言した。同宣言は、伝染性を有し、他国も次々と同様の宣言あるいは法令の設定を行い、その結果、大陸棚制度は一般慣習法となった。国連海洋法条約も、大陸棚の制度を認め、基線からその領土の自然の延長をたどって大陸縁辺部の外延に至る海底及びその下は、沿岸国の主権下にあると定めた（76条）。沿岸国は、大陸棚にある天然資源の開発について主権的権利を有する（77条）。しばしば、国家間で、大陸棚の境界画定問題が起こり、そのうちのいくつかは国際司法裁判所で争われており、近年、この種の訴訟が増加している。
排他的経済水域(EEZ; Economic Exclusive Zone)も、大陸棚と同様に、沿岸国の基線から200海里まで認められている（55,57条）。57条では、排他的経済水域の海底上部水域、海底およびその下の天然資源の開発や海洋環境の保護等のための沿岸国の管轄権が認められている。このように、排他的経済水域の制度と大陸棚の制度は、重なる部分があるため、今日では、両者の「単一境界画定」(single maritime delimitation)がよく見られる（1984年「メイン湾における海洋境界画定事件」（カナダ/米国）国際司法裁判所小法廷判決ほか）。また、沿岸国は、漁業資源の保存に関して「漁獲可能性」を決め、最良の科学的証拠によって生物資源のための適当な保存措置を執らなければならない（61条）。
公海(High Sea)は、今日の海洋法において、最も変動が激しい分野である。原則として、「公海自由の原則」に則り、全ての国は公海を自由に漁獲することが出来る（116条）。ただし、生物資源の保存のために必要な措置を執り、他国と協力する義務がある（117条）。この規定により、近年、沿岸国が排他的経済水域を越えて、自国に接する公海における一方的漁業制限措置・環境保護措置を執ることがしばしば見られる。例えば、カナダによる1970年の「北極海水域汚染保護法」や同国による1994年の「沿岸漁業保護法」(The Costal Fisheries Protection Act)である。後者について、1995年にスペイン船舶「エスタイ号」がカナダ政府の船舶によって拿捕されるという事件が起こった。同事件は、国際司法裁判所の「漁業管轄権事件」（スペイン対カナダ）として争われたが、裁判所はカナダの選択条項受諾宣言の留保を根拠に、管轄権がないと判示した。その後、カナダとECで和解が結ばれた(34 I.L.M. 1263(1995))。そして同年、1995年に公海における海洋資源保護を強化した「国連公海漁業実施協定」が成立するに至った。最近では、2003年にフランスが、自国の排他的経済水域を越えて、地中海にまで環境保護のための自国の管轄権を拡大する法律を制定し(Loi n°2003-346 du 15 avril 2003 relative à la création d'une zone de protection écologique au large des côtes du territoire de la République, R.G.D.I.P., 2004/1, pp.285-291)、議論になった。
深海底(The Area; la Zone)は、南極、宇宙とともに、「人類の共同遺産」(common heritage of mankind)と規定されている（136条）。そのため、深海底の自由な開発を主張する先進国と、「機構」(The Authority; l'Autorité)による管理を主張する途上国との対立が長引き、国連海洋法条約は発効できずにいた。しかし、1994年の前記「第十一部実施協定」は、先進国の技術移転を削減することで元の部分を「中和」する形で成立するに至った。

## 紛争解決
1999-2000年の「みなみまぐろ事件」（オーストラリア・ニュージーランド対日本）は、日本が実に100年ぶりに国際裁判に登場したことで話題となった。国際海洋法裁判所の仮保全措置命令では、日本に暫定的なみなみまぐろの漁獲の制限を命じたが(38 I.L.M.1624(1999))、続く、仲裁裁判所での管轄権判決では、「みなみまぐろ保存条約」(CCSBT)では当事国で選択された手段で紛争を解決すると規定されており、国連海洋法条約の下の義務的管轄権はないと判示し、前記仮保全措置を取り消し、日本の勝訴となった（39 I.L.M.1359(2000)）。
また、国連海洋法条約の下、1996年に国際海洋法裁判所(ITLOS; the International Tribunal for the Law of the Sea)が設立され、活動している。すでにいくつかの拿捕事件などについて裁判が行われている。最近、日本の漁船がロシア当局に拿捕された事件である、「豊進丸号事件」（日本対ロシア）(No.14)と「富丸号事件」（日本対ロシア）(No.15)（ともに2007年8月6日判決）が争われた。前者では、日本の保釈金が大幅に減額されてロシアによる、漁獲物を含む豊進丸号の速やかな釈放(prompt release)及び乗組員の無条件の解放が示された(Judgment, para.102)。後者の事件は、すでにロシア最高裁判所で決定済みであり、日本はこれを争うことはできないと判示された(Judgment, para.79)。
2010年5月31日には、国際司法裁判所（ICJ）において、オーストラリアは、日本の南極海における海洋科学調査のための捕鯨が国際捕鯨取締条約(the International Convention for the Regulation of Whaling)や他の海洋ほ乳類及び海洋環境に関する国際法に違反するとして、両国の選択条項受諾宣言を基礎に日本を訴えた（「南極海捕鯨事件」Whaling in the Antarctic (Australia v. Japan)、Press Release, No. 2010/16, 1 June 2010）。国際捕鯨取締条約8条1項は、科学調査のための加盟国の国民への捕鯨の特別許可を認めている（"any Contracting Government may grant to any of its nationals a special permit authorizing that national to kill, take, and treat whales for purposes of scientific research subject to such restrictions as to number and subject to such other conditions as the Contracting Government thinks fit."）。原告オーストラリアの書面（メモリアル）提出期限は2011年5月9日、被告日本の書面提出期限は2012年3月9日であった。その後、2012年11月20日にニュージーランドにより訴訟参加（intervention）申請がなされ、裁判所は、2013年2月6日の命令でこの訴訟参加を認めた（Press Release, No.2013/2, 13 February 2013）。
裁判所は、2014年3月31日の判決で、2005年に始まった日本の調査捕鯨計画「JARPA II」（毎年の致死捕獲頭数、ナガスクジラ50頭、ザトウクジラ50頭、ミンククジラ850頭）が1987年からの前計画「JARPA」（毎年同様、ナガスクジラ及びザトウクジラなし、ミンククジラ400頭（最初の7年は毎年同様300頭））と比べて、致死捕獲（lethal methods）頭数を大幅に増やしたことについて、日本が非致死方法を検討した証拠がないとした。さらにその履行の点において、計画の頭数より大幅に少ない、異なる種間の不均一な実際の致死捕獲頭数（毎年平均、ナガスクジラ0～3頭、ザトウクジラはゼロ、ミンククジラ約450頭（2005-06年度853頭、2010-11年度170頭、2012-13年度103頭など））に鑑みると、「JARPA II」の異種鯨間競争モデルの構築や南極の生態系調査といった諸目標には疑いがあるとした。そして、それゆえ、「JARPA II」は国際捕鯨取締条約8条1項の「科学的調査の目的のために」という文言の範疇に入らず、その結果、日本は現在の商業捕鯨を禁じている条約附則の諸項目に違反したとして、これまで「JARPA II」の下に出した全ての捕鯨特別許可を取り下げること、そして今後、同計画に基づくいかなる特別許可も出すのをやめることを判示した（Judgment of the International Court of Justice, 31 March 2014, paras.127-246.）。